# Торе Мондови
Торе Мондови (итал. Torre Mondovì) је насеље у Италији у округу Кунео, региону Пијемонт.
Према процени из 2011. у насељу је живело 521 становника. Насеље се налази на надморској висини од 465 м.

## Становништво
Према резултатима пописа становништва 2011. у општини је живело 494 становника.
| 1931. | 1936. | 1951. | 1961. | 1971. | 1981. | 1991. | 2001. | 2011. |
| ----- | ----- | ----- | ----- | ----- | ----- | ----- | ----- | ----- |
| 1.473 | 1.377 | 1.257 | 935   | 830   | 634   | 579   | 521   | 494   |